# Gerichtsbezirk Veglia
Der Gerichtsbezirk Veglia (italienisch: distretto giudiziario Veglia; slowenisch: občina židovska Krk, kroatisch: kotarsko satničtvo Krk) war ein dem Bezirksgericht Veglia unterstehender Gerichtsbezirk in der Markgrafschaft Istrien.
Der Gerichtsbezirk umfasste die Insel Krk. Nach dem Ersten Weltkrieg musste Österreich den gesamten Bezirk Veglia an das Königreich der Serben, Kroaten und Slowenen (ab 1929 Königreich Jugoslawien) abtreten. Nach dem Zweiten Weltkrieg verblieb das Gebiet bei Jugoslawien (Sozialistische Föderative Republik Jugoslawien) und ist heute Teil der Gespanschaft Primorje-Gorski kotar in der Republik Kroatien.

## Geschichte
Um 1850 wurde in Istrien so wie im gesamten Kaisertum Österreich die ursprüngliche Patrimonialgerichtsbarkeit aufgelöst. In der Folge wurde unter anderen der Gerichtsbezirk Veglia geschaffen. Der Gerichtsbezirk unterstand dem für die gesamte Grafschaft zuständigen Landesgericht Rovigno, das wiederum dem Oberlandesgericht Triest, das am 1. Mai 1850 seine Tätigkeit aufnahm, unterstellt war.
Auch nachdem Istrien bzw. Triest sowie Görz und Gradisca vom ursprünglichen Kronland Küstenland ihre Selbständigkeit als Kronland erlangten, blieb das Oberlandesgericht Triest die oberste Instanz für den Gerichtsbezirk Veglia.
Der Gerichtsbezirk Veglia bildete im Zuge der Trennung der politischen von der judikativen Verwaltung
ab 1868 gemeinsam mit den Gerichtsbezirken Lussin (Lošinj) und Cherso (Cres) den Bezirk Lussin.
Der Gerichtsbezirk Veglia wies 1869 eine Bevölkerung von 16.725 Personen auf.
Per 1. Dezember 1905 wurde der Gerichtsbezirk Veglia vom Bezirk Lussin abgespalten und zu einem eigenständigen Bezirk, dem Bezirk Veglia, erhoben.
Bis 1910 wuchs die Einwohnerzahl auf 21.259 an, davon hatten 19.533 Personen Kroatisch (91,9 %) als Umgangssprache angegeben, 1.544 sprachen Italienisch (7,3 %), 29 Slowenisch (0,1 %) und 25 Deutsch (0,1 %). Der Bezirk umfasste zuletzt eine Fläche von 336,10 km² bzw. eine Gemeinde.
Durch die Grenzbestimmungen des am 10. September 1919 abgeschlossenen Vertrages von Saint-Germain wurde der Bezirk Veglia zur Gänze dem Königreich der Serben, Kroaten und Slowenen (SHS-Staat) zugeschlagen, welches 1929 im Königreich Jugoslawien aufging. Nach dem Zweiten Weltkrieg wurde das Gebiet Teil des sozialistischen zweiten Jugoslawien und ist seit 1991 Teil der Republik Kroatien (Gespanschaft Primorje-Gorski kotar).
| Jahr | Ein- wohner | Deutsch- sprachige | Italienisch- sprachige | Slowenisch- sprachige | Kroatisch- sprachige |
| ---- | ----------- | ------------------ | ---------------------- | --------------------- | -------------------- |
| 1869 | 16.725      |                    |                        |                       |                      |
| 1880 | 18.089      | 21                 | 1.669                  | 20                    | 16.320               |
| 1890 | 19.871      | 30                 | 1.516                  | 26                    | 18.186               |
| 1910 | 21.259      | 25                 | 1.544                  | 29                    | 19.533               |

## Gerichtssprengel
Der Gerichtsbezirk Veglia umfasste Ende Februar 1918 die sieben Gemeinden Bescanuova (Baška ), Castelmuschio (Omišalj), Dobasnizza (Dubašnica), Dobrigno (Dobrinj), Ponte (Punat), Veglia (Krk), und Verbenico (Vrbnik).